# 石川賴明
石川賴明（生年不詳－1600年11月12日）是安土桃山時代武將和大名。一說指是忍者名手。

## 生平
生年不詳。天正11年（1583年）4月，兄長兵助一光在賤岳之戰中立下與賤岳七本槍並稱的戰功，不過在該戰中戰死，於是在同年6月，獲得羽柴秀吉所賜給兄長的一番槍感謝狀，受賜1千石並成為小姓。慶長3年（1598年），加增播磨國、丹後國內6千4百5十石。慶長5年（1600年），領有1萬2千石。
在關原之戰中加入西軍，在7月的伏見城之戰、8月進攻安濃津城、9月的大津城之戰中從軍，在城主京極高次退去後，守備大津城；在西軍戰敗後，與舊交脇坂安治聯絡，向井伊直政降伏，不過最後切腹，首級在京都三條河原示眾。這是因為德川家康滯留在伏見時，受石田三成命令在屋敷放火，企圖暗殺家康而被家臣發現。而且同樣加入西軍的生駒修理亮（生駒親正的弟弟）因為匿藏賴明，亦被命令切腹。